# Marcia Griffiths
Marcia Griffiths (Marcia Llyneth Griffiths, Kingston, Jamaica, 1949. november 23.) aka "Queen of Reggae" Jamaica leghíresebb énekesnője.

## Életpályája
1964-ben kezdett énekelni. 
1970 és 1974 között   Bob Andyvel a   Bob and Marcia zenekar tagja volt; a Harry J lemezkiadónál jelentek meg lemezeik. 1974 és 1981 között az  I-Threes tagja volt, amely a Bob Marley and the Wailers háttér-trója volt.
"Electric Boogie" című dala világszerte népszerűvé tette az Electric Slide táncot.

### Albumok
- At Studio One (Live)
- Sweet Bitter Love, 1974
- Naturally, 1978
- Stepping, 1978
- Rock My Soul, 1984
- Marcia,1988
- Carousel , 1990
- Indomitable, 1995
- Land Of Love, 1997
- Collectors Series,1998
- Truly, 1998
- Certified, 1999
- Reggae Max, 2003
- Shining Time, 2005
- Melody Life, 2007
- Marcia Griffiths & Friends, 2012
- Timeless, 2019